# Puchar Świata w biegach narciarskich 1994/1995
Sezon 1994/1995 Pucharu Świata w biegach narciarskich rozpoczął się 27 listopada 1994 w szwedzkim mieście Kiruna. Ostatnie zawody z tego cyklu rozegrano 25 marca 1995 w japońskim Sapporo.
Puchar Świata rozegrany został w 7 krajach i 9 miastach. Najwięcej zawodów zorganizowali Szwedzi, którzy 4 razy gościli najlepszych biegaczy narciarskich świata.
Obrońcą Pucharu Świata wśród mężczyzn był Kazach Władimir Smirnow, a wśród kobiet Włoszka Manuela Di Centa.
W tym sezonie w pucharze świata triumfowała Jelena Välbe wśród kobiet oraz Bjørn Dæhlie wśród mężczyzn.

## Kalendarz i wyniki

### Mężczyźni
| 1.  | 27 listopada 1994 | Kiruna      | 10 km s. klasyczny                                                       | Bjørn Dæhlie                                                                    | Władimir Smirnow                                                                  | Kristen Skjeldal                                                                |                                                                          |                                                                          |
| 2.  | 14 grudnia 1994   | Tauplitzalm | 15 km s. klasyczny                                                       | Aleksiej Prokurorow                                                             | Bjørn Dæhlie                                                                      | Niklas Jonsson                                                                  |                                                                          |                                                                          |
| 3.  | 17 grudnia 1994   | Sappada     | 15 km s. dowolny                                                         | Bjørn Dæhlie                                                                    | Silvio Fauner                                                                     | Jari Isometsä                                                                   |                                                                          |                                                                          |
| 4.  | 18 grudnia 1994   | Sappada     | Sztafeta 4 × 10 km                                                       | Norwegia I Egil Kristiansen · Kristen Skjeldal · Bjørn Dæhlie · Thomas Alsgaard | Finlandia Sami Repo · Jukka Hartonen · Jari Isometsä · Mika Myllylä               | Szwecja Morgan Göransson · Torgny Mogren · Christer Majbäck · Henrik Forsberg   |                                                                          |                                                                          |
| 5.  | 20 grudnia 1994   | Sappada     | 10 km s. dowolny                                                         | Torgny Mogren                                                                   | Henrik Forsberg                                                                   | Władimir Smirnow                                                                |                                                                          |                                                                          |
| 6.  | 8 stycznia 1995   | Östersund   | 30 km s. dowolny                                                         | Bjørn Dæhlie                                                                    | Aleksiej Prokurorow                                                               | Thomas Alsgaard                                                                 |                                                                          |                                                                          |
| 7.  | 14 stycznia 1995  | Nové Město  | 15 km s. klasyczny                                                       | Harri Kirvesniemi                                                               | Jari Isometsä                                                                     | Silvio Fauner                                                                   |                                                                          |                                                                          |
| 8.  | 15 stycznia 1995  | Nové Město  | Sztafeta 4 × 10 km                                                       | Finlandia Karri Hietamäki · Jari Isometsä · Harri Kirvesniemi · Mika Myllylä    | Szwecja Mathias Fredriksson · Niklas Jonsson · Christer Majbäck · Henrik Forsberg | Włochy Fabio Maj · Silvio Fauner · Gaudenzio Godioz · Marco Albarello           |                                                                          |                                                                          |
| 9.  | 27 stycznia 1995  | Lahti       | 15 km s. dowolny                                                         | Władimir Smirnow                                                                | Bjørn Dæhlie                                                                      | Jari Isometsä                                                                   |                                                                          |                                                                          |
| 10. | 29 stycznia 1995  | Lahti       | 15 km s. klasyczny                                                       | Władimir Smirnow                                                                | Jari Isometsä                                                                     | Bjørn Dæhlie                                                                    |                                                                          |                                                                          |
| 11. | 4 lutego 1995     | Falun       | 30 km s. klasyczny                                                       | Bjørn Dæhlie                                                                    | Silvio Fauner                                                                     | Władimir Smirnow                                                                |                                                                          |                                                                          |
| 12. | 5 lutego 1995     | Falun       | Sztafeta 4 × 10 km                                                       | Norwegia I Sture Sivertsen · Terje Langli · Bjørn Dæhlie · Thomas Alsgaard      | Finlandia Jari Räsänen · Jukka Hartonen · Jari Isometsä · Mika Myllylä            | Szwecja Mathias Fredriksson · Anders Bergström · Lars Håland · Henrik Forsberg  |                                                                          |                                                                          |
| 13. | 7 lutego 1995     | Hamar       | Sztafeta 4 × 5 km                                                        | Włochy Maurizio Pozzi · Gaudenzio Godioz · Fabio Maj · Silvio Fauner            | Finlandia Jari Isometsä · Mika Myllylä · Jukka Hartonen · Jari Räsänen            | Niemcy Peter Schlickenrieder · Jochen Behle · Torald Rein · Andreas Schlütter   |                                                                          |                                                                          |
| 14. | 11 lutego 1995    | Oslo        | 50 km s. klasyczny                                                       | Władimir Smirnow                                                                | Aleksiej Prokurorow                                                               | Michaił Botwinow                                                                |                                                                          |                                                                          |
| 15. | 12 lutego 1995    | Oslo        | Sztafeta 4 × 5 km                                                        | Finlandia Karri Hietamäki · Harri Kirvesniemi · Mika Kuusisto · Sami Repo       | Szwecja Mathias Fredriksson · Niklas Jonsson · Torgny Mogren · Henrik Forsberg    | Norwegia I Sture Sivertsen · Erling Jevne · Bjørn Kristiansen · Thomas Alsgaard |                                                                          |                                                                          |
| MŚ  | 9 - 19 marca 1995 | Thunder Bay | Biegi narciarskie na Mistrzostwach Świata w Narciarstwie Klasycznym 1995 | Biegi narciarskie na Mistrzostwach Świata w Narciarstwie Klasycznym 1995        | Biegi narciarskie na Mistrzostwach Świata w Narciarstwie Klasycznym 1995          | Biegi narciarskie na Mistrzostwach Świata w Narciarstwie Klasycznym 1995        | Biegi narciarskie na Mistrzostwach Świata w Narciarstwie Klasycznym 1995 | Biegi narciarskie na Mistrzostwach Świata w Narciarstwie Klasycznym 1995 |
| 16. | 9 marca 1995      | Trondheim   | 30 km s. klasyczny                                                       | Władimir Smirnow                                                                | Bjørn Dæhlie                                                                      | Aleksiej Prokurorow                                                             |                                                                          |                                                                          |
| 17. | 11 marca 1995     | Trondheim   | 10 km s. klasyczny                                                       | Władimir Smirnow                                                                | Bjørn Dæhlie                                                                      | Mika Myllylä                                                                    |                                                                          |                                                                          |
| 18. | 13 marca 1995     | Trondheim   | 15 km pościgowy s. dowolny                                               | Władimir Smirnow                                                                | Silvio Fauner                                                                     | Jari Isometsä                                                                   |                                                                          |                                                                          |
| 19. | 17 marca 1995     | Trondheim   | Sztafeta 4 × 10 km                                                       | Norwegia Sture Sivertsen · Erling Jevne · Bjørn Dæhlie · Thomas Alsgaard        | Finlandia Karri Hietamäki · Harri Kirvesniemi · Jari Räsänen · Jari Isometsä      | Włochy Fulvio Valbusa · Marco Albarello · Fabio Maj · Silvio Fauner             |                                                                          |                                                                          |
| 20. | 19 marca 1995     | Trondheim   | 50 km s. dowolny                                                         | Silvio Fauner                                                                   | Bjørn Dæhlie                                                                      | Władimir Smirnow                                                                |                                                                          |                                                                          |
| 21. | 24 marca 1995     | Sapporo     | Sztafeta 4 × 10 km                                                       | Norwegia Vegard Ulvang · Bjørn Dæhlie · Kristen Skjeldal · Thomas Alsgaard      | Włochy Marco Albarello · Silvio Fauner · Guidenzio Godioz · Fabio Maj             | Finlandia Mika Kuusisto · Harri Kirvesniemi · Sami Repo · Jari Isometsä         |                                                                          |                                                                          |
| 22. | 25 marca 1995     | Sapporo     | 15 km s. dowolny                                                         | Bjørn Dæhlie                                                                    | Władimir Smirnow                                                                  | Thomas Alsgaard                                                                 |                                                                          |                                                                          |

### Kobiety
| 1.  | 27 listopada 1994 | Kiruna      | 5 km s. klasyczny                                                        | Jelena Välbe                                                             | Nina Gawriluk                                                                       | Trude Dybendahl                                                                     |                                                                          |                                                                          |
| 2.  | 14 grudnia 1994   | Tauplitzalm | 10 km s. klasyczny                                                       | Jelena Välbe                                                             | Nina Gawriluk                                                                       | Olga Daniłowa                                                                       |                                                                          |                                                                          |
| 3.  | 17 grudnia 1994   | Sappada     | 15 km s. dowolny                                                         | Jelena Välbe                                                             | Olga Korniejewa                                                                     | Nina Gawriluk                                                                       |                                                                          |                                                                          |
| 4.  | 18 grudnia 1994   | Sappada     | Sztafeta 4 × 5 km                                                        | Rosja Olga Daniłowa · Nina Gawriluk · Olga Korniejewa · Jelena Välbe     | Norwegia Anita Moen · Elin Nilsen · Marit Wold · Trude Dybendahl                    | Szwecja Anette Fanqvist · Antonina Ordina · Annika Evaldsson · Marie-Helene Östlund |                                                                          |                                                                          |
| 5.  | 20 grudnia 1994   | Sappada     | 5 km s. dowolny                                                          | Nina Gawriluk                                                            | Jelena Välbe                                                                        | Olga Korniejewa                                                                     |                                                                          |                                                                          |
| 6.  | 8 stycznia 1995   | Östersund   | 30 km s. dowolny                                                         | Jelena Välbe                                                             | Stefania Belmondo                                                                   | Nina Gawriluk                                                                       |                                                                          |                                                                          |
| 7.  | 14 stycznia 1995  | Nové Město  | 15 km s. klasyczny                                                       | Jelena Välbe                                                             | Larisa Łazutina                                                                     | Nina Gawriluk                                                                       |                                                                          |                                                                          |
| 8.  | 15 stycznia 1995  | Nové Město  | Sztafeta 4 × 5 km                                                        | Rosja Olga Daniłowa · Nina Gawriluk · Larisa Łazutina · Jelena Välbe     | Norwegia Inger Helene Nybråten · Marit Mikkelsplass · Kari Uglem · Maj Helen Nymoen | Finlandia Pirkko Määttä · Merja Lahtinen · Annette Kullman · Tuulikki Pyykkönen     |                                                                          |                                                                          |
| 9.  | 27 stycznia 1995  | Lahti       | Sztafeta 4 × 10 km                                                       | Rosja Olga Korniejewa · Nina Gawriluk · Larisa Łazutina · Jelena Välbe   | Norwegia Anita Moen · Elin Nilsen · Trude Dybendahl · Bente Martinsen               | Włochy Sabina Valbusa · Guidina Dal Sasso · Gabriella Paruzzi · Stefania Belmondo   |                                                                          |                                                                          |
| 10. | 28 stycznia 1995  | Lahti       | 10 km s. klasyczny                                                       | Inger Helene Nybråten                                                    | Marit Mikkelsplass                                                                  | Larisa Łazutina                                                                     |                                                                          |                                                                          |
| 11. | 4 lutego 1995     | Falun       | 10 km s. klasyczny                                                       | Nina Gawriluk                                                            | Jelena Välbe                                                                        | Larisa Łazutina                                                                     |                                                                          |                                                                          |
| 12. | 5 lutego 1995     | Falun       | 10 km s. dowolny                                                         | Jelena Välbe                                                             | Nina Gawriluk                                                                       | Larisa Łazutina                                                                     |                                                                          |                                                                          |
| 13. | 7 lutego 1995     | Hamar       | Sztafeta 4 × 3 km                                                        | Rosja Olga Daniłowa · Nina Gawriluk · Larisa Łazutina · Jelena Välbe     | Norwegia Anita Moen · Elin Nilsen · Bente Martinsen · Trude Dybendahl               | Włochy Sabina Valbusa · Guidina Dal Sasso · Cristina Paluselli · Stefania Belmondo  |                                                                          |                                                                          |
| 14. | 11 lutego 1995    | Oslo        | 30 km s. klasyczny                                                       | Łarisa Łazutina                                                          | Anita Moen                                                                          | Olga Daniłowa                                                                       |                                                                          |                                                                          |
| 15. | 12 lutego 1995    | Oslo        | Sztafeta 4 × 5 km                                                        | Rosja I Olga Daniłowa · Łarisa Łazutina · Nina Gawriluk · Jelena Välbe   | Norwegia I Marit Mikkelsplass · Inger Helene Nybråten · Elin Nilsen · Anita Moen    | Rosja II Natalia Baranowa · Jelena Skalina · Olga Korniejewa · Natalja Martynowa    |                                                                          |                                                                          |
| MŚ  | 9 - 19 marca 1995 | Thunder Bay | Biegi narciarskie na Mistrzostwach Świata w Narciarstwie Klasycznym 1995 | Biegi narciarskie na Mistrzostwach Świata w Narciarstwie Klasycznym 1995 | Biegi narciarskie na Mistrzostwach Świata w Narciarstwie Klasycznym 1995            | Biegi narciarskie na Mistrzostwach Świata w Narciarstwie Klasycznym 1995            | Biegi narciarskie na Mistrzostwach Świata w Narciarstwie Klasycznym 1995 | Biegi narciarskie na Mistrzostwach Świata w Narciarstwie Klasycznym 1995 |
| 16. | 9 marca 1995      | Thunder Bay | 15 km s. klasyczny                                                       | Łarisa Łazutina                                                          | Jelena Välbe                                                                        | Inger Helene Nybråten                                                               |                                                                          |                                                                          |
| 17. | 11 marca 1995     | Thunder Bay | 5 km s. klasyczny                                                        | Łarisa Łazutina                                                          | Nina Gawriluk                                                                       | Manuela Di Centa                                                                    |                                                                          |                                                                          |
| 18. | 13 marca 1995     | Thunder Bay | 10 km pościgowy s. dowolny                                               | Łarisa Łazutina                                                          | Nina Gawriluk                                                                       | Olga Daniłowa                                                                       |                                                                          |                                                                          |
| 19. | 17 marca 1995     | Thunder Bay | Sztafeta 4 × 5 km                                                        | Rosja Olga Daniłowa · Łarisa Łazutina · Jelena Välbe · Nina Gawriluk     | Norwegia Marit Mikkelsplass · Inger Helene Nybråten · Elin Nilsen · Anita Moen      | Szwecja Marie-Helene Westin · Anna Frithioff · Antonina Ordina · Anette Fanqvist    |                                                                          |                                                                          |
| 20. | 19 marca 1995     | Thunder Bay | 30 km s. dowolny                                                         | Jelena Välbe                                                             | Manuela Di Centa                                                                    | Antonina Ordina                                                                     |                                                                          |                                                                          |
| 21. | 25 marca 1995     | Sapporo     | 15 km s. dowolny                                                         | Jelena Välbe                                                             | Larisa Łazutina                                                                     | Nina Gawriluk                                                                       |                                                                          |                                                                          |
| 22. | 26 marca 1995     | Sapporo     | Sztafeta 4 × 5 km                                                        | Rosja Nina Gawriluk · Larisa Łazutina · Natalja Martynowa · Jelena Välbe | Norwegia Trude Dybendahl · Inger Helene Nybråten · Marit Mikkelsplass · Elin Nilsen | Szwecja Anna Frithioff · Marie-Helene Östlund · Antonina Ordina · Anette Fanqvist   |                                                                          |                                                                          |

## Klasyfikacje

### Mężczyźni
| Lp. | Zawodnik            | Punkty |
| 1.  | Bjørn Dæhlie        | 930    |
| 2.  | Władimir Smirnow    | 866    |
| 3.  | Silvio Fauner       | 591    |
| 4.  | Aleksiej Prokurorow | 572    |
| 5.  | Jari Isometsä       | 525    |
| 6.  | Thomas Alsgaard     | 429    |
| 7.  | Harri Kirvesniemi   | 363    |
| 8.  | Mika Myllylä        | 340    |
| 9.  | Torgny Mogren       | 330    |
| 10. | Michaił Botwinow    | 269    |

### Kobiety
| Lp.   | Zawodniczka           | Punkty |
| 1.    | Jelena Välbe          | 1060   |
| 2.    | Nina Gawriluk         | 840    |
| 3.    | Larisa Łazutina       | 785    |
| 4.    | Olga Daniłowa         | 547    |
| 5.    | Olga Korniejewa       | 395    |
| 6.    | Inger Helene Nybråten | 386    |
| 7.    | Stefania Belmondo     | 377    |
| 8.    | Marit Mikkelsplass    | 361    |
| 9.    | Anita Moen            | 295    |
| 10.   | Trude Dybendahl       | 290    |
| . . . |                       |        |
| 40.   | Małgorzata Ruchała    | 41     |
| 47.   | Dorota Kwaśny         | 29     |

## Wyniki Polaków

### Kobiety
| Zawodniczka        | Kiruna 27.11 | Tauplitzalm 14.12 | Sappada 17.12 | Sappada 20.12 | Östersund 8.01 | Nové Město 14.01 | Lahti 28.01 | Falun 4.02 | Falun 5.02 | Oslo 11.02 | Thunder Bay MŚ 10.03 | Thunder Bay MŚ 12.03 | Thunder Bay MŚ 14.03 | Thunder Bay MŚ 18.03 | Sapporo 25.03 |
| ------------------ | ------------ | ----------------- | ------------- | ------------- | -------------- | ---------------- | ----------- | ---------- | ---------- | ---------- | -------------------- | -------------------- | -------------------- | -------------------- | ------------- |
| Małgorzata Ruchała | 23           | 24                | -             | 19            | -              | 26               | -           | 42         | -          | -          | 26                   | 27                   | -                    | -                    | -             |
| Dorota Kwaśny      | 42           | -                 | -             | 29            | -              | 41               | -           | 52         | 40         | -          | 37                   | 18                   | 17                   | 28                   | -             |
| Katarzyna Gębala   | -            | -                 | -             | -             | -              | 65               | -           | 55         | -          | -          | -                    | 49                   | 45                   | 45                   | -             |
| Liliana Podżorska  | -            | -                 | -             | -             | -              | 67               | -           | 78         | -          | -          | -                    | 70                   | 59                   | -                    | -             |
| Sylwia Wojcieszyk  | -            | -                 | -             | -             | -              | 69               | -           | 77         | -          | -          | -                    | -                    | -                    | -                    | -             |

### Mężczyźni
| Zawodnik        | Kiruna 27.11 | Tauplitzalm 14.12 | Sappada 17.12 | Sappada 20.12 | Östersund 8.01 | Nové Město 14.01 | Lahti 27.01 | Lahti 29.01 | Falun 4.02 | Oslo 11.02 | Thunder Bay MŚ 9.03 | Thunder Bay MŚ 11.03 | Thunder Bay MŚ 13.03 | Thunder Bay MŚ 19.03 | Sapporo 25.03 |
| --------------- | ------------ | ----------------- | ------------- | ------------- | -------------- | ---------------- | ----------- | ----------- | ---------- | ---------- | ------------------- | -------------------- | -------------------- | -------------------- | ------------- |
| Janusz Krężelok | -            | -                 | -             | -             | -              | -                | -           | -           | -          | -          | 51                  | 51                   | 34                   | 49                   | -             |